# Cryptochloris wintoni
La talpa dorata di De Winton (Cryptochloris wintoni) è un mammifero della famiglia dei Crisocloridi, endemico del Sudafrica, dove vive nelle zone sabbiose e cespugliose temperate.